# 馮景之
馮景之（478年—544年4月13日），原名景，字长明，河间郡武垣县（今河北省沧州市肃宁县）人，北魏、西魏官员。

## 生平
冯景之年少时与周惠达志同相合互相友好，直到虚龄三十岁都没有接受州郡的征召。延昌元年（512年），齐王萧宝夤担任瀛州刺史时，冯景之携带名牒与周惠达一起前往拜见萧宝夤。当时南梁入侵北魏的徐州和扬州一带，冯景之对萧宝夤说：“现在南梁贼寇横行，朝廷思考能平定边境的将领。王如果能率先为国效命，不仅能洗刷家国的耻辱，也是保全自身的长远策略。”萧宝夤很同意冯景之的话，引荐冯景之成为门客，不久冯景之代理高城县县令。延昌四年（515年），萧宝夤转任冀州刺史，冯景之仍跟随萧宝夤上任。萧宝夤出任大都督时，引荐冯景之为功曹参军。正光二年（521年），萧宝夤出任尚书右仆射，引荐冯景之进入尚书省兼任尚书都令史，又加号强弩将军。正光年间，萧宝夤出任关西大行台，冯景之署理陵江将军，兼领大行台都令史，跟从萧宝夤征讨。萧宝夤因为战败回到长安后，有人建议萧宝夤回朝廷去自首认罪，有人建议应该留在雍州戴罪立功。冯景之说：“掌握大军不回朝，这个罪名将会更大。”冯景之因此坚决劝谏，萧宝夤不听，于是反叛北魏朝廷。
等到萧宝夤被平定后，冯景之才回到洛阳。朝廷听说冯景之曾经劝谏萧宝夤，所以只是免了冯景之的官，不久任命为奉车都尉。冯景之又转任中坚将军、步兵校尉。永安二年（529年），太宰上党王元天穆准备讨伐邢杲，因为冯景之有军事才干，征召冯景之出任铠曹参军。此后冯景之因为丁忧而离职，秦州刺史、汝阳王元叔昭启用冯景之担任防城别将，冯景之恢复中坚将军、步兵校尉之职，又转任录事参军，兼任行台右外兵郎中，征讨略阳时，冯景之出任监军。普泰元年（531年），贺拔岳出任大都督、行台仆射，周惠达当时是行台郎，向贺拔岳推荐冯景之出任行台郎，贺拔岳解除行台职务后，冯景之出任开府从事中郎。贺拔岳派遣冯景之前去见高欢，观察高欢的行为。高欢听说贺拔岳的使者前来，非常高兴，问冯景之说：“贺拔公还想念我吗？”高欢于是就和冯景之歃血为盟，请求和贺拔岳结为兄弟。冯景之返回后，将情况报告贺拔岳，贺拔岳说：“这是奸诈有余，而诚实不足。自古以来大臣没有背着君主私自结盟的，我揣度已经很深透了。”贺拔岳于是向北联合费也头，东引纥豆陵伊利，向西统帅侯莫陈悦、河州刺史梁景叡以及少数民族酋长结盟立誓，约定共同在平凉会师，移兵东下讨伐高欢。贺拔岳害怕自己有专权的嫌疑，派冯景之禀告魏孝武帝，魏孝武帝非常高兴。冯景之升任抚军将军、光禄大夫，又升任镇西将军，加金章紫绶。永熙三年（543年），宇文泰平定了侯莫陈悦，任命冯景之出任都督、略阳郡太守。魏孝武帝西迁关中，宇文泰前往函谷关迎接魏孝武帝，冯景之兼任行台左丞，在原州留守，不久加散骑常侍。西魏文帝登基，冯景之出任使持节、都督、卫将军、瀛州刺史，因为东道阻隔无法上任，以本官代理泾州刺史。冯景之升任骠骑大将军，又升任给事黄门侍郎，出使岷州，封高阳县开国公。大统六年（540年），冯景之出任侍中，此时冯景之上奏西魏文帝，想要后世子孙便于识别、避讳名字，西魏文帝敕令在景字后加之字。大统十年（544年），冯景之以本官兼任度支尚书。大统十年三月六日（544年4月13日），冯景之在长安城内永贵里因病去世，虚岁六十七，西魏文帝诏令赠予使持节、侍中、司空公、都督瀛沧幽安平五州诸军事、骠骑大将军、瀛州刺史、高阳县开国公，同年龙集甲子四月乙卯朔十八日壬申（544年5月25日）葬于南乡，太常考订谥号为昭顺。

## 家庭

### 曾祖
- 冯卓烈，北魏鲁郡太守[1]

### 祖父
- 冯时，北魏鲁郡太守[1]

### 父亲
- 冯桀，北魏光州安东府司马、陵江将军、扶舆县县令[1]